# Bergen (Weißenburg-Gunzenhausen)
Bergen è un comune tedesco di 1 109 abitanti, situato nel land della Baviera.